# Spojina
Spojína se v kemiji imenuje snov, ki jo sestavljata dva ali več kemičnih elementov (prvin) v stalnem razmerju, ki določa spojino. Voda je primer spojine, stavljena je iz vodika in kisika v razmerju 2:1. Spojina je snov, sestavljena iz enakih molekul, ki so povezane z molekulskimi vezmi. Zgled: spojina vode je zgrajena iz velikega števila molekul vode H2O.
Molekule, ki sestavljajo spojino, so zgrajene iz atomov različnih elementov. Zgled: molekula H2O je zgrajena iz atomov vodika (H) in kisika (O), ki sta povezana s kovalentno – polarno vezjo.
Spojine so zgrajene iz atomov različnih elementov, ki so med seboj povezani s kemijskimi vezmi. Imajo drugačne značilnosti kot izhodne snovi in se jih lahko s kemijsko reakcijo razstavi nazaj na elemente. Najmanjši delci v spojini so molekule ali ioni. 

## Temeljni koncepti
Osnovne značilnosti spojin zajema naslednja definicija:
- Elementi v spojini so zastopani v določenem stalnem razmerju.

Zgled: Spojino vode (H2O) sestavljata vselej dva atoma vodika in en atom kisika.
- Spojine imajo svoje značilne značilnosti.

Elementi, ki sestavljajo spojino, pri tem ne ohranijo svojih prvotnih značilnosti.
Na primer: vodik (vnetljiv plin, ki pa sam ne omogoča gorenja) in kisik (nevnetljiv plin, ki omogoča gorenje drugih snovi) tvorita spojino vode (nevnetljiva in ne omogoča gorenja drugih snovi).
Valenca (valentnost) je število, ki pove, s koliko atomi vodika se lahko poveže ali koliko atomov vodika lahko nadomesti atom ali ion kakega elementa ali kaka atomska skupina.

## Primerjava spojin in zmesi
Fizikalne in kemične značilnosti spojin se razlikujejo od značilnosti elementov, ki jih gradijo. To je eno od poglavitnih meril za razlikovanje spojine od zmesi ali katerihkoli drugih kategorij snovi. Značilnosti zmesi so namreč močno odvisne od značilnosti posameznih sestavin. Nadalje se zmesi ločujejo od spojin po tem, da se lahko praviloma posamezne sestavine zmesi loči med seboj z razmeroma enostavnimi mehanskimi postopki (npr. filtriranje, izparevanje ...), sestavine spojin pa se lahko loči le s kemično reakcijo. Nadalje se lahko zmesi pripravi iz posameznih sestavin le z mehanskimi postopki, spojine pa se iz elementov ali drugih spojin tvorijo le s kemično reakcijo.
Nekatere zmesi so tako enovite, da imajo določene značilnosti spojin, na primer zlitine. Zlitine se pripravijo mehansko, najpogosteje s segrevanjem kovin do utekočinjenja, nato sledi mešanje in hitro ohlajanje, tako da posamezne kovinske sestavine ostanejo ujete v osnovni kovinski sestavini.